# Agguncia
Agguncia, nekadašnje maleno selo Penobscot Indianaca koje se nalazilo blizu ušća rijeke Penobscot, u blizini današnjeg Brewera. Imenom ovog sela i započinje povijet Abenaka kojima penobscoti i pripadaju. Spominje ga Verrazano (1524.) koji je tragao za drevnim gradom Norumbega na sjeveroistoku Sjeverne Amerike koje je bilo prikazano na mnogim ranim kartama od 1500-ih do europske kolonizacije regije. 
Kuće Norumbege navodno su počivale na stupovima od zlata, srebra i kristala, dok se Verrazanova potraga završila pronalaskom Agguncie čije su kolibe bile izgrađene od kore drveta.